# Скалица
Скалѝца (до 1934 година Каяджик) е село в Югоизточна България. То се намира в община Тунджа, област Ямбол.

## География
Село Скалица се намира на 36 км от град Ямбол. Разположено е на северна ширина 42° 16' и източна дължина 26° 16'. През последните 5 години демографският прираст се движи отрицателно. Към 13.09.2005 г. населението е 758 жители.

## История
Старото име на селото от турско време е Каяджък. Скалица е единственият образователен център сред близките села (Меден Кладенец, Овчи Кладенец, Межда, Савино, Генерал Тошево и Голям Манастир). Природата е разнообразна. Около селото има възможност за отдих и разходка – язовири и гора.
Преди 1990 г. Скалица е едно от най-оживените села в окръга с техникум по селско стопанство, механичен завод, родилен дом, ТПК, цех за безалкохолни напитки, за пластмаси и шивашки цех. Имало е проспериращ АПК с кравеферми и овцеферми. Днес населението на селото е преди всичко от възрастни хора или такива завърнали се от големите градове в пенсионна възраст. Безработицата и закриването на големите предприятия в близките градове карат хората да търсят препитание в чужбина и в големите центрове.

## Легенда за Скалица
В красивата местност около днешното село е имало три села – Инли, Ниханли и Дърманли. Между тях се е издигал обрасъл с красива гора хълм, от където винаги привечер веела приятна прохлада, а ветрецът все се заигравал между извисилите корони на дърветата. Във всяко село имало по една красива чешма, на която звънливите чучури леели студена кристална вода. Хората се занимавали със скотовъдство и земеделие, а песните на момите и подсвиркванията на ергените вечер огласяли потъналите в зеленина села.
Докато едно лято не плъзнала чумата. Сладкогласните песни на момите заменил тъжния звън на църковните камбани. Мъка и тъга легнали над трите красиви села. Нямало дом, в който да не се виждат черни забрадки, а сърцата на хората се изпълнили със страх и безсилие пред сполетялото ги нещастие.
В едно от тези три села живеела една от най-личните моми – Невена. Сините и очи греели на бялото и лице като метличини. А снагата и се виела като топола и кръшният и смях по цял ден се чувал и по полето и край селската чешма. От доста време около нея въздишал един от най-напетите селски момци – Камен. И годежът не закъснял. Занесли сватовете златния пръстен, а Невена откъснала най-хубавото цвете от градинката си и го проводила на Камен. Но черната гостенка спряла сватбата. И на двамата млади тя покосила майките. Легнала болна и Невена. Задушавал се от мъка младия момък. Искало му се да издигне Невена до небето, да откъсне най-голямата звезда от там, да вземе част от слънчевата топлина и да стопли изстиващото и тяло. Не издържал момъка и в отчаянието си един ден той грабнал болната си любима на ръце и я понесъл към красивия зелен хълм. Направил и постеля на най-дъхавата поляна, а ветрецът разнасял аромата на мащерка и пелин. Сладкопойните птички огласяли короните на дърветата с песните си и чудото станало. Невена отворила очи, поела дълбоко въздух и се усмихнала на ведрото небе и на коленичилия до нея любим.
А Камен започнал да строи първия дом на новото селище. Бързал, защото есента наближавала, а той трябвало да закриля Невена и любовта им от студените зимни дни и нощи.
Пролетта, когато кокичетата и минзухарите пробили дъбовата шума, от трите села започнали да прииждат опечалените и угрижени хора. Чумата покосила почти половината от всяко село. На почистени от храсталаци и дървета места изграждали новите си домове. Там на здравото, високо, чисто и проветриво място те построили ново село. И го кръстили на Камен – Каяджик (камък, скала, здраво място).
Сладкопойните чешми са там и сега. Звънливите им чучури продължават все така да пеят с кристалната си и студена вода. И напомнят, че е имало три села – Инулий, Ниханлий и Дърманлий.

## Религии
В Скалица се изповядва предимно християнството. В селото освен старинната църква „Свети Великомъченик Георги“, съществуваща и евангелска петдесятна църква, която се намира на улица „Александър Стамболийски“.
На 29 април 2007 г. жителите на Скалица отбелязваха 150-годишнината от основаването на църквата си „Свети Великомъченик Георги“. Църквата е сред най-старите източноправославни храмове в региона.

## Обществени институции
Важни обществени институции са основното училище и здравната служба.
Основното училище „Св. Паисий Хилендарски“ се намира в самия център на селото. Преди е било средно общообразователно училище.
Здравната служба е много добре развита, със спешен център. Под опеката на Спешния център в Скалица са над 8000 души от 14 населени места, като персоналът се състои от 19 души.
Други значими учреждения са детската градина, хлебопекарната, библиотеката, православната църква, 4 кафенета, кафе-сладкарница и Винарска изба „Балар“ – производител на червени и розе вина от сортовете Каберне Совиньон, Мерло, Сира и Пети Вердо както и бяло вино от сортовете Мускат и Траминер.

## Културни и природни забележителности
На самия връх на селото има едно ненаселено място, което се нарича Попов баир.

## Личности
- Марко Бехар (1914 – 1973), карикатурист, живописец;
- Тоньо Петков (1925 – ?), български партизанин, офицер, генерал-лейтенант;
- Янко Кирчев (1922 – 1944), български партизанин, наричащ се с партизанското име „Цвятко“.